# 尤爾伊夫卡 (切爾尼戈夫區)
51°36′37″N 31°9′9″E / 51.61028°N 31.15250°E

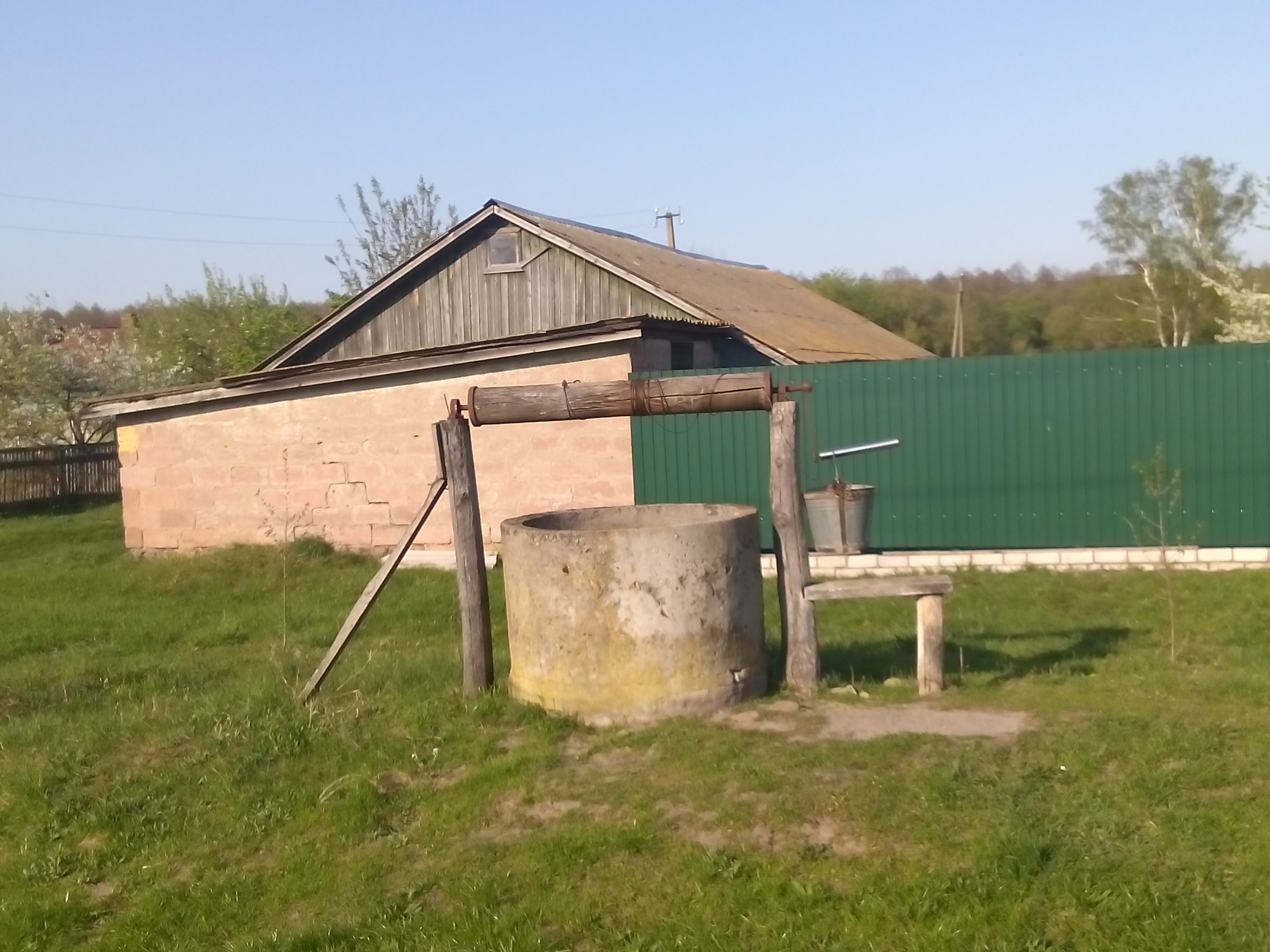
尤爾伊夫卡

尤爾伊夫卡（烏克蘭語：Юр'ївка）是位於烏克蘭北部的村莊，由切爾尼希夫州切爾尼希夫區的新比洛烏斯市鎮負責管轄。該村始建於1638年，面積0.08平方公里，海拔高度126米，2001年人口103，人口密度每平方公里1,256.1人。